# Freiburger FC
Freiburger FC is een Duitse voetbalclub uit Freiburg im Breisgau. FFC werd landskampioen in 1907. De club speelde van 1898 tot 1950, met uitzondering van één seizoen onafgebroken in de hoogste klasse, het laatste optreden in de hoogste klasse was in 1956/57. Tot 1994 speelde de club nog in de derde klasse en zakte daarna weg naar lagere reeksen.

## Geschiedenis

### Beginjaren tot aan WOII
In 1880 werd in Freiburg een Britse militaire school gesticht, de jongen mannen tussen 16 en 20 speelden voetbal, hockey, cricket en rugby. Enkele jaren later werd de club opgericht. De eerste wedstrijd werd op 2 januari 1898 gespeeld tegen Straßburger FV en verloor met 1:3. De club sloot zich aan bij de Zuid-Duitse voetbalbond. In de eerste eindronde die georganiseerd werd versloeg de club Karlsruher FV en werd zo de eerste Zuid-Duitse kampioen. Het volgende jaar versloeg Karlsruher FV de club in de kwartfinale. De volgende deelname aan de Zuid-Duitse eindronde kwam er in 1903 toen de club in de achtste finale door Straßburger FV uitgeschakeld werd. Nadat de club in 1905/06 puntenloos bleef in de eindronde werd de club het jaar erna groepswinnaar en plaatste zich voor de halve finale tegen 1. FC Hanauer 93. In de finale won de club ook de 1. FC Nürnberg en werd Zuid-Duits kampioen. Hierdoor plaatste de club zich ook voor de eindronde om de landstitel. In de eerste ronde had de club een bye en in de halve finale versloeg FFC VfB Leipzig met 3:2. In de finale stond de club tegenover Berliner TuFC Viktoria 89 en won met 3:1 en werd landskampioen. Vele spelers van de club waren studenten en nadat zij het gymnasium verlieten gingen ze ook van de club weg waardoor ze verzwakten. In de Zuid-Duitse eindronde werd de club opnieuw laatste in zijn groep, maar als verdedigend landskampioen mochten ze wel deelnemen aan de nationale eindronde. FFC nam het op tegen de Stuttgarter Kickers en won met 0:1, echter werd de uitslag geannulleerd door de voetbalbond nadat de Freiburgse spelers het veld vroegtijdig verlaten hadden toen ze het niet eens waren met een scheidsrechterlijke beslissing na een protest van de Kickers. De replay werd door de Kickers met 2:5 gewonnen. Vanaf 1908 kwam er een grotere competitie, de Südkreisliga, de club eindigde wisselend in de lagere en betere middenmoot.
Tijdens de Eerste Wereldoorlog bereikte de club in 1915/16 nog de halve finale tegen FC Pfalz Ludwigshafen. Na de oorlog herstructureerde de bond de competities en voerde de Badense competitie in, die Freiburg prompt won. In de eindronde werd de club groepswinnaar voor Bayern München en Stuttgarter SC, maar werd in de halve finale opnieuw door Pfalz Ludwigshaven afgetroefd (5:0). Het volgende seizoen moest de club de titel aan 1. FC Pforzheim laten.
In 1921 herstructureerde de bond de competitie en FFC ging in de Württemberg-Badense competitie spelen. Er waren vier reeksen in het eerste seizoen en Freiburg werd tweede in zijn reeks. De competitie werd gehalveerd en nu werd de club vierde, wat net volstond om geselecteerd te worden voor het volgende seizoen dat nog uit één reeks bestond. In de gezamenlijke competitie eindigde de club bovenaan samen met de Stuttgarter Kickers, maar verloor de play-off met 4:2. Na twee jaar subtop eindigde de club in 1926/27 slechts achtste en dat jaar eindigde SC Freiburg voor het eerst boven hen. Hierna voerde de bond opnieuw de Badense competitie in en in het tweede seizoen werd FFC vicekampioen waardoor ze zich plaatsten voor de Zuid-Duitse eindronde, waar ze laatste werden. Het volgende seizoen eindigde FFC samen met Karslruher FV eerste en won deze keer wel de play-off en werd nog eens kampioen, echter werd de club in de eindronde opnieuw laatste. De titel werd gevolgd door een laatste plaats, maar door competitie-uitbreiding kon degradatie vermeden worden. De volgende twee jaar eindigde Freiburg in de subtop.
In 1933 kwam de NSDAP aan de macht in Duitsland. De Zuid-Duitse bond werd afgeschaft en de Gauliga werd ingevoerd als hoogste klasse. Freiburg kwalificeerde zich voor de Gauliga Baden. Na een derde plaats in het eerste seizoen eindigde club enkele jaren in de middenmoot en eindigde in 1938/39 nog op een gedeelde tweede plaats met Pforzheim achter kampioen VfR Mannheim. Tot aan het einde van de Tweede Wereldoorlog eindigde de club in de middenmoot.

### Naoorlogse periode
Na de oorlog werden alle Duitse clubs ontbonden. FFC werd heropgericht als Fortuna Freiburg en ging van start in de Oberliga Südwest. De club eindigde samen met Fortuna Rastatt eerste en verloor de finale om de titel. Ondanks de tweede plaats kwalificeerde de club zich niet voor de nieuwe competitie die het volgende jaar van start ging en zo speelde de club voor het eerst in zijn bestaan niet op het hoogste niveau. Na één seizoen promoveerde Fortuna en in 1948/49 werd de club groepswinnaar. In de finale om de titel verloor de club van 1. FC Kaiserslautern en ging dan naar de play-offs voor de Duitse eindronde, maar bereikte deze niet door een nederlaag tegen Wormatia Worms. In 1949 nam de club opnieuw de historische naam Freiburger FC aan. Een jaar later werden Oberliga Südwest geherstructureerd en FFC kwalificeerde zich hier niet voor en ging naar de II. Oberliga en werd zelfs overgeheveld naar de Oberliga Süd. Nadat de club twee seizoenen vocht tegen degradatie speelden ze dan in de middenmoot en werden kampioen in 1956. In de Oberliga Süd werd de club laatste. De volgende jaren eindigde de club in de betere middenmoot.
Na de vorming van de Bundesliga in 1963 speelde de club in de Regionnalliga. Na een aantal middenmootplaatsen werd de club in 1969 vicekampioen en nam deel aan de eindronde om promotie naar de Bundesliga. Na overwinningen op FC Hertha Zehlendorf, VfB Lübeck en Rot-Weiß Oberhausen (voor 22.000 toeschouwers), leek de Bundesliga erg dichtbij, maar door twee nederlagen tegen SV Alsenborn bleef het spannend tot de laatste speeldag tegen rechtstreekse concurrent Oberhausen. Door een beter doelsaldo volstond een gelijkspel voor Oberhausen, Freiburg moest dus winnen. Het werd 0:0 en Oberhausen promoveerde. De volgende jaren eindigde de club in de subtop. Na het seizoen werd de 2. Bundesliga ingevoerd als nieuwe tweede klasse. Er werd een balans gemaakt van de vijf afgelopen seizoenen en Freiburg had daarvoor de nodige punten behaald, wel mocht de club niet op een degradatieplaats eindigden. Echter slaagde Freiburg daar niet in en door een zeventiende plaats belandde de club in de amateurliga en dat met een schuldenberg van 800.000 Duitse mark.
Voor het eerst sinds lange tijd speelde de club weer in dezelfde reeks als kleine broer SC Freiburg. FFC wilde meteen terugkeren naar de tweede klasse, maar dat mislukte en de club werd slechts zesde terwijl SCF tweede werd. Twee jaar later werd de club met dertien punten voorsprong op rivaal SCF kampioen en kon via de eindronde promotie afdwingen. Eén jaar later volgde rivaal SCF de club al in de 2. Bundesliga en eindigde de volgende jaren meestal voor FFC. In 1980 overleed voorzitter en mecenas Rolf Jankovsky, waardoor de geldkraan plots dichtgedraaid werd. In 1981 kon de club zich wel nog kwalificeren voor de nieuwe 2. Bundesliga, die nu nog maar uit één reeks bestond. Het volgende seizoen kon de club een degradatie naar de Oberliga niet meer vermijden. Hier scheidden zich voorgoed de wegen tussen de stadsrivalen, SC Freiburg is inmiddels opgeklommen tot de Bundesliga.
In 1983 stond de club voor het faillissement na een enorme schuldenberg van 1,8 miljoen DM. Er kwam echter een schenking van een andere club, spelers gingen akkoord met een salarisvermindering van 40% en er kwam een actie Rettet den FFC. Het bankroet werd vermeden en de schuldenlast naar 600.000 DM gebracht. In 1984 werd de club kampioen en speelde de eindronde om promotie met TSV 1860 München, FC 08 Homburg en VfR Bürstadt, maar kon geen promotie afdwingen. In 1986 en 1988 werd de club telkens vicekampioen en nam zo deel aan het amateurkampioenschap. Het aantal toeschouwers nam ook gestaad af. In 1986 daagden nog 4.000 toeschouwers op bij een wedstrijd in de amateureindronde tegen Wormatia Worms, maar twee jaar later kwamen er nog maar 400 kijklustigen voor Eintracht Trier. In 1990 degradeerde de club naar de Verbandsliga. Zowel in 1988/89 als in 1989/90 versleet de club drie trainers per seizoen. Na één seizoen promoveerde de club weer naar de Oberliga en eindigde in het eerste seizoen vierde. Dat jaar won de club ook de beker van Zuid-Baden en mocht zo nog eens deelnemen aan de DFB-Pokal, waar ze pas in de achtste finale verslagen werden door latere landskampioen VfB Stuttgart. Na nog een plaats in de middenmoot werd de club in 1994 laatste in de Oberliga, uitgerekend in het eerste jaar van SC Freiburg in de Bundesliga. Alsof een nieuwe degradatie nog niet erg genoeg was voor de club werd dat jaar de Regionalliga ingevoerd als derde klasse, waardoor Freiburg twee niveaus ineens zakte.
Na twee jaar subtop ging het bergaf tot een degradatie naar de Landesliga volgde in 1999. Intussen was SC Freiburg op zoek naar een stadion voor de voetbalschool die ze opgericht hadden. Door de aanhoudende financiële problemen en de sportieve teloorgang waardoor het Möslestadion met 18.000 plaatsen sowieso te groot was geworden, werd het stadion verkocht aan SC Freiburg. In het laatste seizoen in het stadion kon de club wel terug promotie naar de Verbandsliga afdwingen.
De club verhuisde naar het Schönbergstadion dat het deelt met Blau-Weiss Wiehre. FFC werd de volgende jaren een vaste waarde in de Verbandsliga en eindigde in 2008 nog op de vierde plaats. Door de invoering van de 3. Liga werd de Verbandsliga na dit seizoen wel nog maar de zesde klasse. In maart 2008 stond de club opnieuw voor het faillissement en er moest snel 50.000 euro bij elkaar gezocht worden. Hoofdgrond voor de situatie was de huurprijs van het stadion. In april 2008 werd bekend dat het voortbestaan van de club verzekerd was.
Na onderhandelingen met de stad trok de club in juli 2008 naar het Dietenbachpark-Stadion. De naam van het stadion werd omgedoopt in Freiburger Stadion (naar de Freiburger Pilsner). Sportief ging het echter minder goed met de club dat op een degradatieplaats eindigde in 2009 en voor het eerst naar de zevende klasse moest. Na twee derde plaatsen werd de club in 2012 tweede en promoveerde zo via de eindronde terug naar de Verbandsliga Südbaden. In 2014 werd de club kampioen en keerde zo terug naar de Oberliga Baden-Württemberg. In 2016 werd de club dertiende op achttien, maar omdat maar liefst zes clubs moesten degraderen doordat ook vier clubs uit de Regionalliga zakten konden ze het behoud niet verzekeren. In 2017 werd de club vicekampioen achter FC 08 Villingen en slaagde er via de eindronde niet in om te promoveren. In 2019 slaagde de club daar wel in.

## Titels
Landskampioen
1907
Kampioen Zuid-Duitsland
1898, 1907
Kampioen Baden
1920, 1930